# Vincelles (Yonne)
Vincelles és un municipi francès, situat al departament del Yonne i a la regió de Borgonya - Franc Comtat. L'any 2007 tenia 956 habitants.

## Demografia

### Població
El 2007 la població de fet de Vincelles era de 956 persones. Hi havia 426 famílies, de les quals 118 eren unipersonals (35 homes vivint sols i 83 dones vivint soles), 150 parelles sense fills, 126 parelles amb fills i 32 famílies monoparentals amb fills.
La població ha evolucionat segons el següent gràfic:
Habitants censats

### Habitatges
El 2007 hi havia 501 habitatges, 428 eren l'habitatge principal de la família, 41 eren segones residències i 32 estaven desocupats. 444 eren cases i 56 eren apartaments. Dels 428 habitatges principals, 326 estaven ocupats pels seus propietaris, 96 estaven llogats i ocupats pels llogaters i 7 estaven cedits a títol gratuït; 5 tenien una cambra, 30 en tenien dues, 94 en tenien tres, 140 en tenien quatre i 161 en tenien cinc o més. 289 habitatges disposaven pel capbaix d'una plaça de pàrquing. A 204 habitatges hi havia un automòbil i a 168 n'hi havia dos o més.

### Piràmide de població
La piràmide de població per edats i sexe el 2009 era:
| Homes | Edats   | Dones |
| ----- | ------- | ----- |
| 0     | 95 o +  | 0     |
| 0     | 90 a 94 | 4     |
| 8     | 85 a 89 | 8     |
| 8     | 80 a 84 | 8     |
| 20    | 75 a 79 | 24    |
| 24    | 70 a 74 | 12    |
| 24    | 65 a 69 | 36    |
| 20    | 60 a 64 | 32    |
| 24    | 55 a 59 | 28    |
| 40    | 50 a 54 | 32    |
| 28    | 45 a 49 | 20    |
| 28    | 40 a 44 | 32    |
| 28    | 35 a 39 | 16    |
| 36    | 30 a 34 | 36    |
| 24    | 25 a 29 | 24    |
| 8     | 20 a 24 | 12    |
| 24    | 15 a 19 | 36    |
| 32    | 10 a 14 | 12    |
| 8     | 5 a 9   | 24    |
| 28    | 0 a 4   | 16    |

## Economia
El 2007 la població en edat de treballar era de 589 persones, 435 eren actives i 154 eren inactives. De les 435 persones actives 400 estaven ocupades (215 homes i 185 dones) i 35 estaven aturades (13 homes i 22 dones). De les 154 persones inactives 72 estaven jubilades, 36 estaven estudiant i 46 estaven classificades com a «altres inactius».

### Ingressos
El 2009 a Vincelles hi havia 428 unitats fiscals que integraven 943 persones, la mediana anual d'ingressos fiscals per persona era de 18.110 €.

### Activitats econòmiques
Dels 54 establiments que hi havia el 2007, 1 era d'una empresa extractiva, 2 d'empreses alimentàries, 1 d'una empresa de fabricació d'altres productes industrials, 10 d'empreses de construcció, 16 d'empreses de comerç i reparació d'automòbils, 1 d'una empresa de transport, 3 d'empreses d'hostatgeria i restauració, 3 d'empreses financeres, 1 d'una empresa immobiliària, 5 d'empreses de serveis, 9 d'entitats de l'administració pública i 2 d'empreses classificades com a «altres activitats de serveis».
Dels 17 establiments de servei als particulars que hi havia el 2009, 1 era una oficina de correu, 1 una oficina bancària, 2 tallers de reparació d'automòbils i de material agrícola, 3 paletes, 1 guixaire pintor, 3 fusteries, 2 lampisteries, 2 perruqueries, 1 restaurant i 1 agència immobiliària.
Dels 5 establiments comercials que hi havia el 2009, 1 era un hipermercat, 2 fleques, 1 una peixateria i 1 una joieria.
L'any 2000 a Vincelles hi havia 10 explotacions agrícoles que ocupaven un total de 1.246 hectàrees.

## Equipaments sanitaris i escolars
L'únic equipament sanitari que hi havia el 2009 era una farmàcia.
El 2009 hi havia 1 escola maternal integrada dins d'un grup escolar amb les comunes properes formant una escola dispersa i 1 escola elemental integrada dins d'un grup escolar amb les comunes properes formant una escola dispersa.

## Poblacions més properes
El següent diagrama mostra les poblacions més properes.